# Anisia striata
Anisia striata là một loài ruồi trong họ Tachinidae.